# Mimas roseotincta
Mimas roseotincta är en fjärilsart som beskrevs av Karl Schawerda 1922. Mimas roseotincta ingår i släktet Mimas och familjen svärmare. Inga underarter finns listade i Catalogue of Life.